# Light It Up (Film)
Light It Up ist ein US-amerikanisches Filmdrama, produziert 1999. Die Regie führte Craig Bolotin.

## Handlung
In der Lincoln High School wird der beliebte Lehrer Ken Knowles suspendiert. Der Polizist Dante Jackson hat seinen ersten Tag im neuen Job, in dem er an der Schule für Ordnung sorgt. Die Handlungen von Jackson sorgen für mehr Spannung an der High School. Er wird angeschossen, als er sich in den Streit zwischen Ziggy und Lester einmischt.
Ziggy, Lester und vier andere Schüler, darunter die schwangere Lynn, verschanzen sich in der Schule. Sie nehmen Jackson als Geisel.
Die Verhandlungsführerin der Polizei Audrey McDonald versucht die Schüler zur Aufgabe zu bringen.

## Kritiken
James Berardinelli schrieb auf ReelViews, der Thriller beinhalte relativ wenig Actionszenen. Berardinelli lobte, dass Craig Bolotin die Geschichte erzähle, ohne die aktuellen Fälle auf den US-amerikanischen Schulen auszubeuten. Er lobte auch das Spiel von Forest Whitaker.
Das Lexikon des internationalen Films schrieb von einem „[p]lakative[m] und klischeehafte[m] Drama“, dessen „Drehbuch äußerst trivialen Strickmustern folgt.“

## Auszeichnungen
- 2000: Nominierung für den Black Reel Award für Rosario Dawson
- 2000: Nominierung für den Image Award für Rosario Dawson, Vanessa L. Williams und Robert Ri’chard
- 2000: Nominierung für den Political Film Society Award für Frieden